# ریچارد لوور
ریچارد لوور (انگلیسی: Richard Lower؛ ۱۶۳۱ – ۱۷ ژانویه ۱۶۹۱) دانشمند در زمینه پزشکی اهل پادشاهی متحد بریتانیای کبیر و ایرلند بود.
وی همچنین برندهٔ جوایزی همچون همکار انجمن سلطنتی شده‌است.